# Kevin Berry
Kevin John Berry (Sydney, 10 aprile 1945 – Sydney, 7 dicembre 2006) è stato un nuotatore australiano.
Specializzato nella farfalla, ha vinto la medaglia d'oro nei 200 m farfalla e il bronzo nella staffetta 4x100 m misti ai Giochi olimpici di Tokyo 1964.
Nel 1980 è diventato uno dei Membri dell'International Swimming Hall of Fame.
È stato primatista mondiale nei 200 m farfalla.

## Palmarès
- Olimpiadi

Tokyo 1964: oro nei 200 m farfalla e bronzo nella 4x100 m misti.
- Giochi dell'Impero e del Commonwealth Britannico

1962 - Perth: oro nelle 110 yd e 220 yd farfalla e nella staffetta 4x110 yd misti.